# Prophecy : Le Monstre
Pour les articles homonymes, voir Prophecy et Prophétie.
Pour plus de détails, voir Fiche technique et Distribution.
Prophecy : Le Monstre ou Prophétie au Québec (Prophecy) est un film américain réalisé  par John Frankenheimer et sorti en 1979.

## Synopsis
Le docteur Robert Verne, qui exerce sa profession de médecin dans un quartier pauvre de Washington, est engagé par l'Agence de Protection Gouvernementale pour enquêter sur d'éventuelles conséquences écologiques d'une usine de pâtes à papier sur une forêt située près de la rivière Androscoggin dans le Maine. Dès son arrivée, avec sa femme Maggie, il perçoit la tension existant entre les employés de l'usine et les Amérindiens de la région, qui accusent l'industrie d'empoisonner la forêt. Dans leur village, naissent occasionnellement des enfants avec des malformations congénitales. Robert Verne s'aperçoit bientôt qu'il y a du mercure dans l'eau de la rivière qui alimente l'usine. C'est la cause mutagène des malformations congénitales des nouveau-nés. De plus, Verne et les autres doivent tout à coup affronter un énorme ours mutant, surnommé Kathadin par les Indiens, qui hante la forêt et y sème la mort et la terreur.

## Fiche technique
- Titre original : Prophecy
- Titre français : Prophecy : Le Monstre
- Titre québécois : Prophétie
- Réalisation : John Frankenheimer
- Scénario : David Seltzer
- Photographie : Harry Stradling Jr.
- Montage : Tom Rolf
- Musique : Leonard Rosenman
- Effets spéciaux : Bob Dawson
- Production : Robert L. Rosen
- Société de production : Paramount Pictures
- Distribution :
- Budget : 12 000 000 $
- Durée : 102 minutes
- Pays d'origine :  États-Unis
- Langue originale : anglais
- Format : couleur
- Genre : horreur, thriller, science-fiction
- Dates de sortie[1] : 
  - États-Unis : 15 juin 1979
  - France : 22 août 1979

## Distribution
- Robert Foxworth (VF : Sady Rebbot) : Robert Verne
- Talia Shire (VF : Évelyn Séléna) : Maggie Verne
- Armand Assante (VF : Med Hondo) : John Hawks
- Richard Dysart (VF : Henry Djanik) : Isely
- Victoria Racimo (VF : Annie Sinigalia) : Ramona
- George Clutesi (VF : Georges Atlas) : M'Rai
- Tom McFadden (VF : Raoul Delfosse) : le pilote
- Graham Jarvis (VF : René Bériard) : Victor « Vic » Shusette
- Charles H. Gray (VF : Marc de Georgi) : le shérif
- Evans Evans (VF : Béatrice Delfe) : la violoncelliste
- Burke Byrnes (VF : Claude Joseph) : le père randonneur
- Mia Bensdixsen : la fille
- Johnny Timko : le garçon
- Tom McLoughlin : l'ours Kathadin
- Lyvingston Holms (VF : Sylvie Feit) : la femme noire

## Production
Le scénariste David Seltzer se serait en partie inspiré de la maladie de Minamata, qui résulte d'un empoisonnement au mercure et qui a causé de nombreuses mutations sur la population locale.
Le tournage a lieu à Crofton en Colombie-Britannique en 1978. Ce film inaugure la période du Hollywood North : plusieurs producteurs américains décident tourner leurs films dans cette province canadienne afin de profiter de prix moins élevés.
Durant la postproduction, le studio demande à John Frankenheimer de couper des scènes pour que le film ne soit pas classé R - Restricted (les enfants de moins de 17 ans doivent être accompagnés d'un adulte) mais PG (accord parental souhaitable).

## Accueil
Le film reçoit des critiques plutôt négatives. Sur l'agrégateur américain Rotten Tomatoes, il récolte 24% d'opinions favorables pour 17 critiques et une note moyenne de 4,38⁄10. Sur Metacritic, il obtient une note moyenne de 41⁄100 pour 4 critiques.
Côté box-office, le film récolte 22 673 340 $ sur le sol américain. En France, il attire 322 343 spectateurs en salles.

## Commentaires
- L'histoire est censée se dérouler dans l'État du Maine. Or, il n'y a pas de grizzly dans le Maine.
- Le film a été novélisé la même année par le scénariste David Seltzer.
- L'auteur Stephen King est un grand fan du film[2].